# Верхні Гаї (станція)
Верхні Гаї — проміжна залізнична станція Львівської дирекції залізничних перевезень Львівської залізниці на лінії Стрий — Самбір між станціями Стрий II (12,5 км) та Дрогобич (12 км). Розташована у селі Верхні Гаї Дрогобицького району Львівської області.

## Історія
Станція відкрита у 1872 році. Електрифікована у 1973 році в складі дільниці Стрий — Дрогобич — Трускавець.

## Пасажирське сполучення
На станції Верхні Гаї зупиняються приміські поїзди до станцій Львів, Самбір, Стрий II, Трускавець.

## Подія
22 червня 2017 року о 06:30 надійшло повідомлення, що на залізничній станції Верхні Гаї виявлено крадіжку мідного дроту, внаслідок чого на 115 хвилин було затримано рух швидкісного поїзда «Інтерсіті+» сполученням Трускавець  — Київ-Пасажирський — Дарниця.